# Cryptocentrus cryptocentrus
Cryptocentrus cryptocentrus és una espècie de peix de la família dels gòbids i de l'ordre dels perciformes.

## Morfologia
Els mascles poden assolir els 13 cm de longitud total.

## Distribució geogràfica
Es troba des del Mar Roig i el Golf Pèrsic fins a l'Àfrica oriental i illes de l'Índic.